# Salmoneus babai
Salmoneus babai är en kräftdjursart. Salmoneus babai ingår i släktet Salmoneus och familjen Alpheidae. Inga underarter finns listade i Catalogue of Life.